# Nyssiodes rhodopolitis
Nyssiodes rhodopolitis är en fjärilsart som beskrevs av Eugen Wehrli 1939. Nyssiodes rhodopolitis ingår i släktet Nyssiodes och familjen mätare. Inga underarter finns listade i Catalogue of Life.